# Polska Partia Socjalistyczna – Opozycja (1919)
Polska Partia Socjalistyczna – Opozycja – grupa wyłoniona z Polskiej Partii Socjalistycznej (PPS) w 1919 r. po decyzji PPS o rozbiciu dotychczasowych Rad Delegatów Robotniczych, w skład w których wchodzili przedstawiciele PPS i Komunistycznej Partii Robotniczej Polski (KPRP), i tworzeniu Rad Niepodległościowo-Socjalistycznych. Głosiła hasło niepodległej Polskiej Republiki Socjalistycznej opartej na władzy Rad Delegatów Robotniczych. 
Po złamaniu uchwał partyjnych i pozostaniu w dotychczasowych radach robotniczych, Rada Naczelna PPS 19-20 czerwca 1919 r. zawiesiła w prawach członków Żarskiego i Łukaniewicza. Działacze PPS przeciwstawiający się rozbiciu Rad skupili się wokół Tadeusza Żarskiego i Adama Landy. W oparciu o opozycyjne grupy zorganizowano warszawski komitet PPS-Opozycji, zaś 31 sierpnia 1919 r. odbyła się warszawska konferencja. Od tej pory PPS-Opozycja występowała jako organizacja odrębna. Nie udało się jej jednak zorganizować większej organizacji.
W dniach 27–28 września 1919 r. w Warszawie obradował nielegalnie Zjazd PPS-Opozycji, który opowiedział się za dyktaturą proletariatu w postaci Polskiej Republiki Socjalistycznej, współpracą z KPRP i przystąpieniem do Międzynarodówki Komunistycznej.
W sierpniu 1920 r. większość jej członków przyłączyła się do KPRP.